# Beursgebouw (Vlissingen)
Het Beursgebouw is gelegen op het Beursplein in het Nederlandse Vlissingen, in de provincie Zeeland.

## Geschiedenis

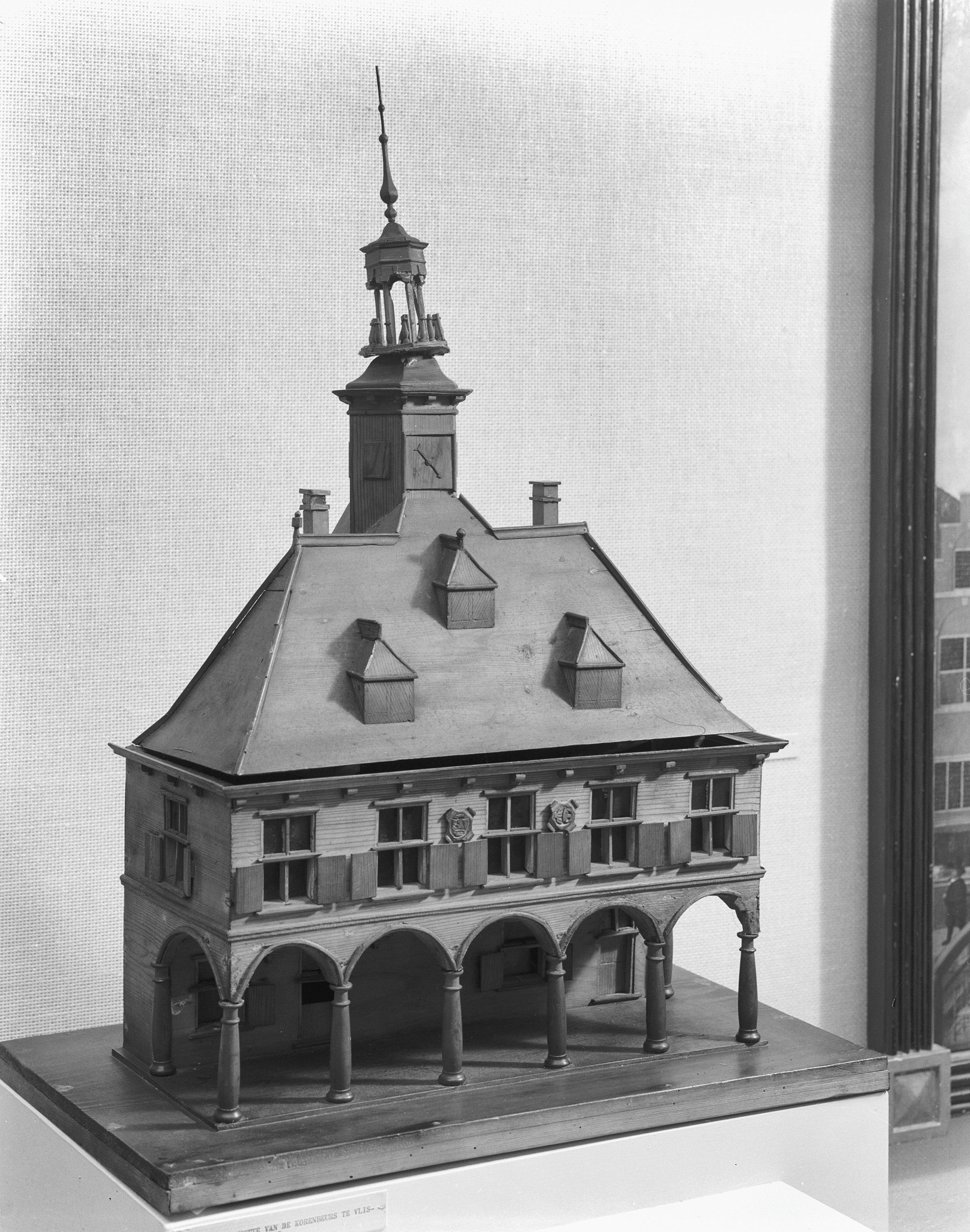
Maquette met originele pui bestaande uit een collonade

Het werd opgericht in 1635 in de Hollandse renaissancestijl, op de plaats van het oorspronkelijk beursgebouw uit 1540. Het was gelegen aan een toegangsweg naar de Westerschelde, het plein aan de aangrenzende Smallekade was toen nog een haven. De klok werd op 21 juni 1635 besteld bij klokkenmaker Janus Matton. De klok werd als horloge specifiek voor de toren besteld, waaruit geconcludeerd kan worden dat het gebouw grotendeels klaar was. Op het huidige uurwerk staat het jaartal 1628, maar op oudere foto's staat het jaartal 1672. Het uurwerk zal dat jaar vernieuwd zijn.
In 1816 werd het gebouw verbouwd. Van het beursgebouw met bogengalerij en kleine ramen in de vensters werd het een neoclassicistisch gebouw met rechte zuilen op de begane grond en grote vensters op de verdieping. De verdieping werd ook gepleisterd.
In de loop der eeuwen had de Beurs verschillende eigenaars en functies. De gemeente Vlissingen verkocht het in 1881 aan een particulier, in 1886 kwam het in het bezit van de Vereniging Eigen Hulp. Deze vereniging verbouwde het pand tot winkel, waardoor het deftige karakter uit 1816 verloren ging. In 1926 ontstonden er plannen om het gebouw te verbouwen tot hotel en het ook te verhogen met een extra verdieping. Hierop kocht de gemeente het Beursgebouw in 1927 terug, waarna het in 1929 werd geschonken aan de Vereniging Hendrick de Keyser, tot heden nog altijd eigenaar. Bij de overdracht werd wel de verplichting meegegeven om het te restaureren.
Tot 1880 was de benedenverdieping een open galerij met langs de straatzijde een colonnade. Even was het ingericht als winkel, thans is het een restaurant. De voorgevel is voorzien van de wapenschilden van Zeeland en Vlissingen.